# بومادران مشکی
 بومادران مشکی(نام علمی: Achillea atrata) نام یک گونه از سرده بومادران است.